# Šabazi (Tel Aviv)

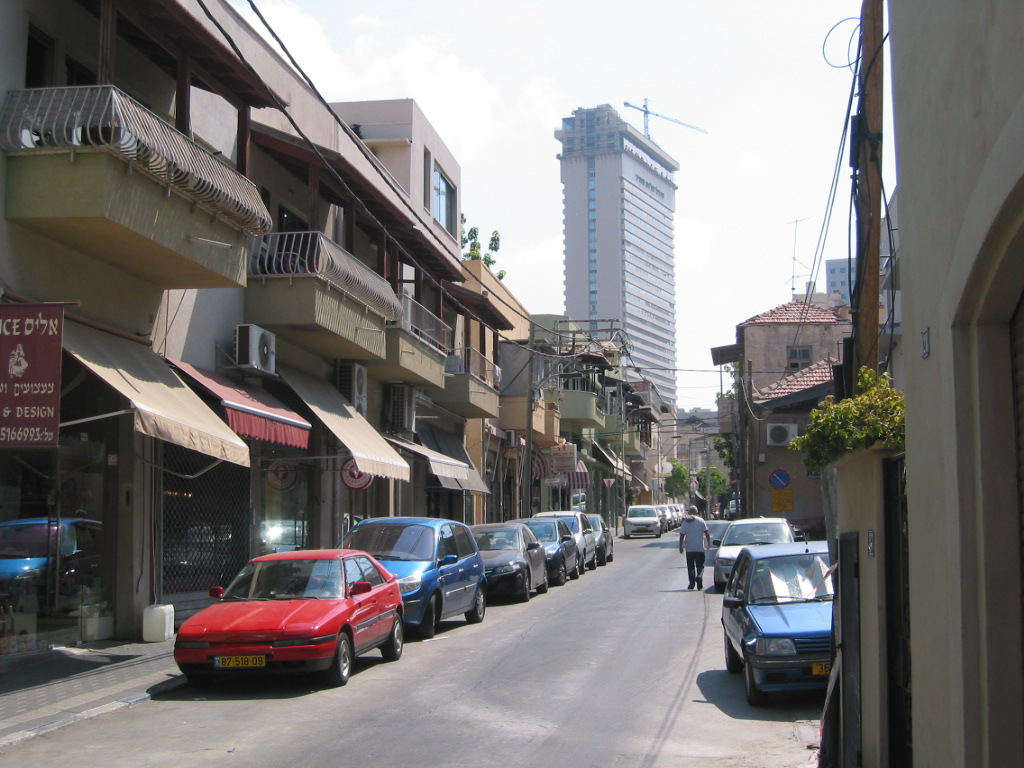
Zástavba v čtvrti Šabazi, ulice Šabazi, v pozadí Šalom Meir Tower

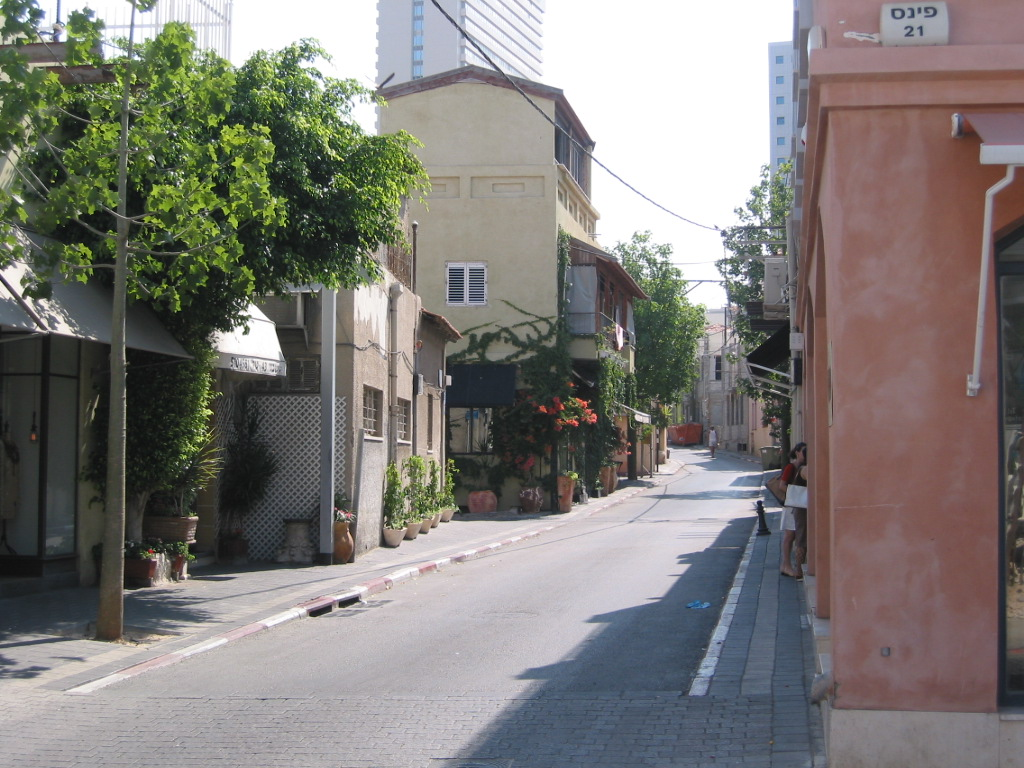
Zástavba v čtvrti Šabazi, ulice Šabazi

Šabazi (hebrejsky: שבזי) je čtvrť v centrální části Tel Avivu v Izraeli. Je součástí správního obvodu Rova 5 a samosprávné jednotky Rova Lev ha-Ir.

## Geografie
Leží na jihozápadním okraji centrální části Tel Avivu, na pobřeží Středozemního moře, v nadmořské výšce okolo 10 metrů.

## Popis čtvrti
Čtvrť na severu a severovýchodě vymezuje ulice Ja'abec a Karmelit, na východě ulice ha-Šachar a Herzl a na západě mořské pobřeží. Na jihu volně přechází do sousední čtvrti Neve Cedek. Na sever odtud leží čtvrť Kerem ha-Tejmanim. Zástavba má charakter husté městské výstavby s velkým podílem starých nízkých budov. Podél moře vyrůstají výškové hotelové a obytné rezidenční komplexy. Vlastní příbřežní pás ale historicky nepaří do čtvrti Šabazi nýbrž šlo o čtvrť Menašija, ve 2. polovině 20. století takřka zcela zbořenou. V roce 2007 žilo v Neve Cedek a Šabazi 3908 lidí.  Jde o jednu z nejstarších čtvrtí ve městě. Její počátky sahají do přelomu 19. a 20. století.